# Вилц
Вилц (лукс. Wolz фр. Wiltz) је град у Луксембургу.

## Географија
Вилц је општина са градским статусом у северозападном Луксембургу, главни град Кантона Вилц и део је Округа Дикирх.
Простире се на 19.37 km². Према попису из 2001. године град Рејмех има 4.567 становника. Према процени 2009. има 4.767 становника.

## Историја
Једна од главних одлика града је Дворац Вилц. Овај замак се налази на 600 хектара (2,4 km²) травњака и баште, садржи на стотине соба. Планови постоје да се од дворца направи музеј. Индустријализације Вилца је напредовала крајем 19. и почетком 20. века захваљујући индустрији коже.
У Вилцу је 1942. започео устанак који се проширио широм земље, и остаје један од најпоноснијих тренутака Луксембуршке националне историје. Ови догађаји су оставиле последице на становништво Вилца, а Вилц је после рата добио назив Мученик град. Споменик у облику светионика подигнут је у знак сећања на жртве репресије после устанка 1942. године. Током Другог светског рата, Вилц је био у центру борби између савезничких и немачких снага 1944. године.

## Демографија
Попис 15. фебруара 2001:
- Укупна популација: 4.567
  - Мушкарци: 2.298
  - Жене: 2.269

| Националност  | Популација | %      |
| ------------- | ---------- | ------ |
| Луксембуржани | 2.843      | 62,25% |
| - Португалци  | 572        | 12,52% |
| - Французи    | 99         | 2,17%  |
| - Италијани   | 44         | 0,96%  |
| - Белгијанци  | 249        | 5,45%  |
| - Немци       | 55         | 1,20%  |
| - Југословени | 546        | 11,96% |
| - Остали      | 159        | 3,48%  |

## Галерија
- Вилц